# Conrad Scheibner
Conrad-Robin Scheibner (Berlín, 7 de mayo de 1996) es un deportista alemán que compite en piragüismo en la modalidad de aguas tranquilas.
Ganó cinco medallas en el Campeonato Mundial de Piragüismo entre los años 2017 y 2023, y tres medallas en el Campeonato Europeo de Piragüismo, en los años 2017 y 2021.
Participó en los Juegos Olímpicos de Tokio 2020, ocupando el sexto lugar en la prueba de K1 1000 m.

## Palmarés internacional
| Campeonato Mundial | Campeonato Mundial       | Campeonato Mundial | Campeonato Mundial |
| Año                | Lugar                    | Medalla            | Competición        |
| ------------------ | ------------------------ | ------------------ | ------------------ |
| 2017               | Račice (República Checa) | Medalla de oro     | C4 1000 m          |
| 2019               | Szeged (Hungría)         | Medalla de plata   | C4 500 m           |
| 2021               | Copenhague (Dinamarca)   | Medalla de oro     | C1 500 m           |
| 2021               | Copenhague (Dinamarca)   | Medalla de oro     | C1 1000 m          |
| 2023               | Duisburgo (Alemania)     | Medalla de plata   | C1 500 m           |
| Campeonato Europeo |                          |                    |                    |
| Año                | Lugar                    | Medalla            | Competición        |
| 2017               | Plovdiv (Bulgaria)       | Medalla de plata   | C4 1000 m          |
| 2021               | Poznań (Polonia)         | Medalla de plata   | C1 1000 m          |
| 2021               | Poznań (Polonia)         | Medalla de bronce  | C1 500 m           |